# Lamont Johnson
Lamont Johnson (Stockton, 30 settembre 1922 – Monterey, 24 ottobre 2010) è stato un regista e attore statunitense.

## Filmografia

### Cinema
- L'uomo che uccise il suo carnefice (A Covenant with Death) (1967)
- Kona Coast (1968)
- Uomini e filo spinato (The McKenzie Break) (1970)
- Quattro tocchi di campana (A Gunfight) (1971)
- La spia che vide il suo cadavere (The Groundstar Conspiracy) (1972)
- A un passo dalla morte (You'll Like My Mother) (1972)
- Il diavolo del volante (The Last American Hero) (1973)
- Visit to a Chief's Son (1974)
- Stupro (Lipstick) (1976)
- Domani vinco anch'io (One on One) (1977)
- Qualcuno ha ucciso mio marito (Somebody Killed Her Husband) (1978)
- Branco selvaggio (Cattle Annie and Little Britches) (1981)
- Il cacciatore dello spazio (Spacehunter: Adventures in the Forbidden Zone) (1983)

### Televisione
- Stage 7 – serie TV, episodio 1x10 (1955)
- Matinee Theatre – serie TV, 7 episodi (1955-1958)
- TV Reader's Digest – serie TV, episodio 2x21 (1956)
- Decision – serie TV, 1 episodio (1958)
- Steve Canyon – serie TV, 10 episodi (1958-1959)
- Have Gun - Will Travel – serie TV, 10 episodi (1958-1959)
- Westinghouse Desilu Playhouse – serie TV, 1 episodio (1959)
- Johnny Ringo – serie TV, 1 episodio (1959)
- Five Fingers – serie TV, 4 episodi (1959)
- Mr. Lucky – serie TV, 4 episodi (1959-1960)
- Peter Gunn – serie TV, 14 episodi (1958-1960)
- La città in controluce (Naked City) – serie TV, 2 episodi (1960)
- Angel – serie TV, 2 episodi (1960)
- I detectives (The Detectives) – serie TV, 1 episodio (1961)
- The Rifleman – serie TV, 2 episodi (1959-1961)
- The DuPont Show with June Allyson – serie TV, 1 episodio (1961)
- The Americans – serie TV, 1 episodio (1961)
- The Law and Mr. Jones – serie TV, 2 episodi (1960-1961)
- Bus Stop – serie TV, 1 episodio (1961)
- Sam Benedict – serie TV, 1 episodio (1962)
- Il dottor Kildare (Dr. Kildare) – serie TV, 3 episodi (1961-1962)
- Ai confini della realtà (The Twilight Zone) – serie TV, 8 episodi (1961-1963)
- The Richard Boone Show – serie TV, 4 episodi (1963-1964)
- Destry – serie TV, 1 episodio (1964)
- La parola alla difesa (The Defenders) – serie TV, 1 episodio (1964)
- The Nurses – serie TV, 4 episodi (1962-1964)
- Slattery's People – serie TV, 2 episodi (1964)
- Profiles in Courage – serie TV, 2 episodi (1964)
- Le cause dell'avvocato O' Brien (The Trials of O'Brien) – serie TV, 1 episodio (1965)
- Squadra speciale anticrimine (The Felony Squad) – serie TV, episodio 1x26 (1967)
- Coronet Blue – serie TV, 1 episodio (1967)
- Cimarron Strip – serie TV, 1 episodio (1967)
- The Danny Thomas Hour – serie TV, 1 episodio (1968)
- Call to Danger – film TV (1968)
- European Eye – film TV (1968)
- Reporter alla ribalta (The Name of the Game) – serie TV, 2 episodi (1968)
- Al banco della difesa (Judd for the Defense) – serie TV, 2 episodi (1968)
- In nome della giustizia – serie TV, 1 episodio (1969)
- Quella casa sulla collina (My Sweet Charlie) – film TV (1970)
- Birdbath – film TV (1971)
- Insight – serie TV, 2 episodi (1968-1971)
- That Certain Summer – film TV (1972)
- The Execution of Private Slovik – film TV (1974)
- Processo alla paura (Fear on Trial) – film TV (1975)
- Paul's Case – film TV (1980)
- Off the Minnesota Strip – film TV (1980)
- Negro Go Home (Crisis at Central High) – film TV (1981)
- Escape from Iran: The Canadian Caper – film TV (1981)
- CBS Afternoon Playhouse – serie TV, 1 episodio (1982)
- Life of the Party: The Story of Beatrice – film TV (1982)
- Faerie Tale Theatre – serie TV, 1 episodio (1983)
- Ernie Kovacs - Tra una risata e l'altra (Ernie Kovacs: Between the Laughter) – film TV (1984)
- Wallenberg (Wallenberg: A Hero's Story) – film TV (1985)
- Cause innaturali (Unnatural Causes) – film TV (1986)
- Lincoln – miniserie TV (1988)
- I Kennedy (The Kennedys of Massachusetts) – miniserie TV (1990)
- Voices Within: The Lives of Truddi Chase – film TV (1990)
- Volo 232 - Atterraggio di emergenza (Crash Landing: The Rescue of Flight 232) – film TV (1992)
- The Broken Chain – film TV (1993)
- The Man Next Door – film TV (1996)
- All the Winters That Have Been – film TV (1997)
- Felicity – serie TV, 1 episodio (2000)